# Na Mom
Na Mom (em tailandês: นาหม่อม) é um distrito da província de Songkhla, no sul da Tailândia. É um dos 16 distritos que compõem a província. Sua população, de acordo com dados de 2012, era de 21 871 habitantes, e sua área territorial é de 92,47 km².